# Estádio Marcelo Leitão
O Estádio Marcelo Leitão é um estádio multiúsos localizado na cidade do Espargos, capital da ilha do Sal, Cabo Verde. É atualmente usado maioritariamente para partidas de futebol. O estádio tem capacidade para 8 000 pessoas. O estádio abrir em anos de 1980.
Este estádio é a "casa" de três dos melhores clubes na ilha, o Académica do Sal, Académico do Aeroporto, e outra equipas que joga na primeira e segunda divisão da ilha. Em 2010, a pista de tartan é inaugurado na estádio.